# Gertrud Pinkus

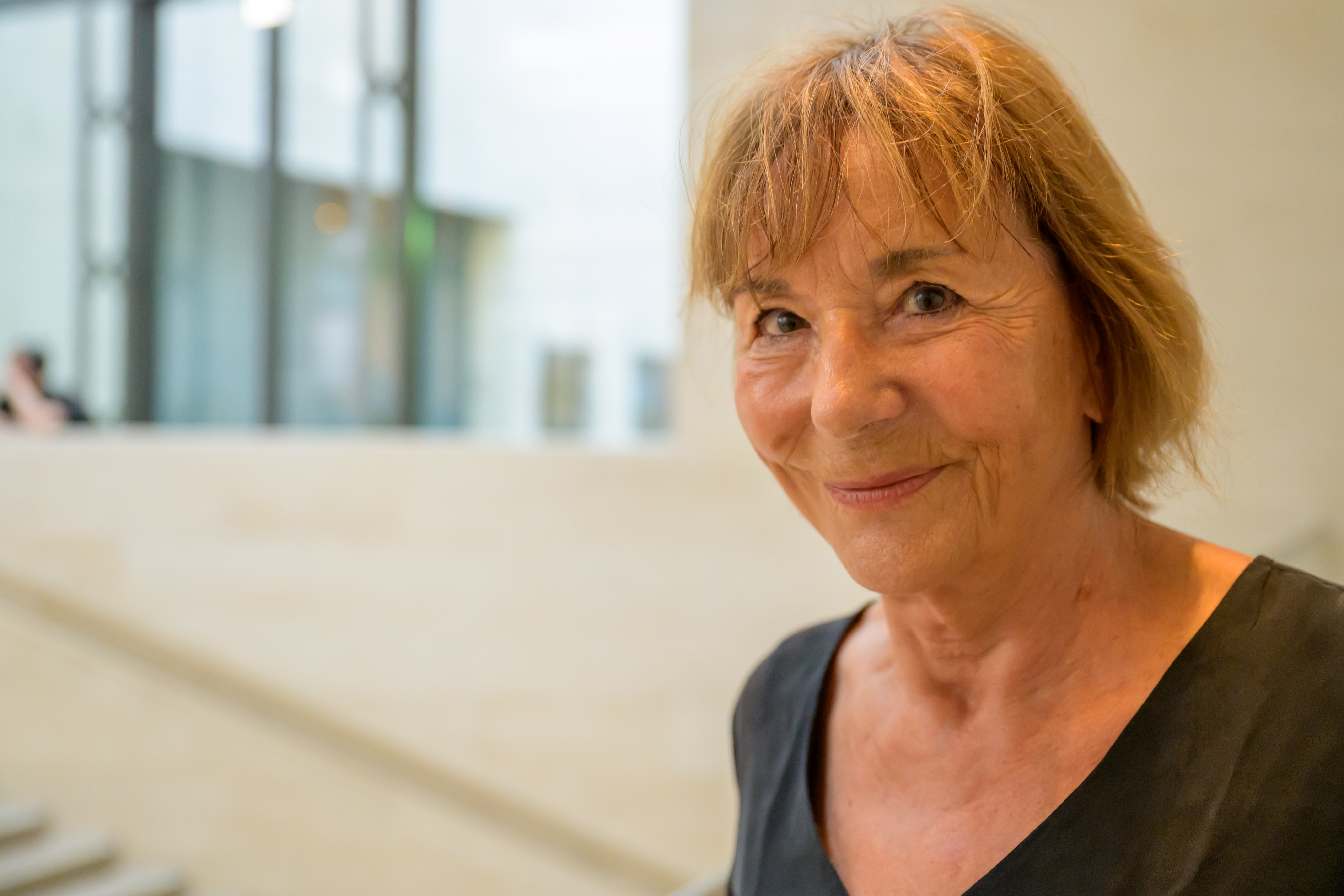
Gertrud Pinkus 2025 im Zeughauskino

Orsa Gertrud Pinkus (* 11. September 1944 in Nennigkofen) ist eine Schweizer Film- und Theaterregisseurin.

## Leben
Sie wuchs als Gertrud Baumgartner im Bucheggberg bei Solothurn auf. Nach einer Bühnenbild-Assistenz am Stadttheater Basel absolvierte sie von 1965 bis 1968 eine Ausbildung zur Bühnenbildnerin an der Akademie der Bildenden Künste München zum Hochschuldiplom in Bühnenbild. Daneben besuchte sie Regiekurse am Institut für Theaterwissenschaften in München. In der Folge inszenierte sie Theaterstücke und gestaltete Bühnenbilder, beteiligte sich aber auch an Strassen- und Action-Theatern, Performances, Installationen und Kunst-Happenings.
Von 1971 bis 1975 arbeitete Gertrud Pinkus bei der Firma Proscop-Film in Frankfurt am Main, welche in Koproduktion mit ARD und ZDF Dokumentarfilme erstellte. Pinkus erlernte in dieser Zeit Kameraführung, Tonaufnahme, Montage und Produktionsleitung. Mitgearbeitet hat sie dort an den Filmen Isle of Wight (1971), Drei Jahre nach dem Mai (1971), Non piangere (1972) und Hablan los muros (1973).
Ab 1975 drehte sie eigene Dokumentarfilme im Auftrag von Produktions- und Fernsehgesellschaften, später auch Spielfilme. Ihr erster Spielfilm, Il valore della donna è il suo silenzio, wurde mit dem Deutschen Filmpreis (Filmband in Silber) ausgezeichnet. Der Film, der mit dokumentarischen Elementen arbeitet, porträtiert italienische Migrantinnen in Frankfurt und ist ein Beispiel für einen frühen intersektionalen feministischen Film, der Diskriminierung aufgrund von Herkunft, Klasse und Geschlecht thematisiert. Er wurde nicht nur im Kino, sondern auch in sozialen Organisationen, Vereinen und von Getrurd Pinkus selbst organisierten Anlässen in Italien gezeigt. Bekannt wurde Gertrud Pinkus insbesondere durch Anna Göldin – Letzte Hexe, ein Spielfilm nach dem gleichnamigen Roman von Eveline Hasler.
1988 heiratete sie Stephan Portmann; in erster Ehe war sie mit Marco Pinkus verheiratet, Vater einer gemeinsamen Tochter. 1993 übersiedelte sie nach Mittelamerika und lebte in Mexiko, Costa Rica und Guatemala; 2005 kehrte sie in die Schweiz zurück, wo sie sich seitdem mit Grossprojektionen und Video-Installationen an interdisziplinären Kunstprojekten beteiligt.
Seit 2014 befindet sich ihr Vorlass im Forschungs- und Archivierungszentrum der Cinémathèque suisse in Zürich, dem Deutschschweizer Standort des Schweizer Filmarchivs. 2025 publizierte die Cinémathèque suisse in Eine Ausstellung zum frühen feministischen Film der Schweiz Quellen aus dem Bestand von Gertrud Pinkus und ein Interview mit ihr.

## Filmografie
- 1976: Chaindogs (Dokumentarfilm)
- 1977: Mir gehört die Nacht (Dokumentarfilm)
- 1978: Hallo Taxi (Dokumentarfilm)
- 1980: Das höchste Gut einer Frau ist ihr Schweigen (Il valore della donna è il suo silenzio; Spielfilm)[8]
- 1981: Corazzù (Dokumentarfilm)
- 1984: Duo Valentianos (Spielfilm)
- 1985: Nie wieder – bis zum nächsten Mal (Spielfilm)
- 1987: RAI (Dokumentarfilm)
- 1987: Sidi bel abbès (Dokumentarfilm)
- 1987: Skarabäus
- 1988: Ab in die Wüste (Dokumentarfilm)
- 1991: Anna Göldin – Letzte Hexe (Spielfilm)
- 2006: Pflanzenheiler am Amazonas (Dokumentarfilm)
- 2014: made in Burkina (Dokumentarfilm)
- 2015: SELVA
- 2015: From the rivers dephts (Bühne)
- 2016: Intrépida
- 2018: Als den Füssen Ohren wuchsen
- 2018: After work in La Habana (Kurzfilm)
- 2019: Is it the wind?
- 2019: La mia dimora è il mio corpo
- 2020: what water tells
- 2021: Chicabal
- 2021: Hôjòki

## Auszeichnungen
- Deutscher Filmpreis 1981 (Filmband in Silber) für Il valore della donna è il suo silenzio
- Sonderpreis der Stadt Mannheim für Il valore della donna è il suo silenzio[9]
- Fernsehfilmpreis der Deutschen Akademie der Darstellenden Künste am Fernsehfilmfestival Baden-Baden 1981 für Il valore della donna è il suo silenzio
- Zürcher Filmpreis 1981 für Il valore della donna è il suo silenzio
- Filmpreis des Kantons Solothurn für Il valore della donna è il suo silenzio
- Preis des Verbandes Deutscher Kritiker für Il valore della donna è il suo silenzio
- prix du public Festival des femmes Créteil für Il valore della donna è il suo silenzio
- Deutscher Jugendfilmpreis 1985 für Nie wieder – bis zum nächsten Mal
- Preis der deutschen Filmkritik (Bester Kurzfilm) 1984/85 für Nie wieder – bis zum nächsten Mal
- Main Award am Tyneside-Film-Festival für Duo Valentianos
- Das Prädikat der Filmbewertungsstelle für Duo Valentianos
- Hessischer Filmpreis 1992 für Hauptdarstellerin Cornelia Kempers in Anna Göldin – Letzte Hexe
- Qualitätsprämie des EDI für Anna Göldin – Letzte Hexe
- Publikumspreis Festival Max Ophüls Preis für Anna Göldin – Letzte Hexe (1992)[10]
- Le Prix des femmes Filmfestival Figuiera de Foz für Anna Göldin – Letzte Hexe